# Salomon Matthiae
Salomon Matthiae (* 1609 in Lüneburg; † 30. Augustjul. / 9. September 1665greg. in Narva) war ein Altorientalist und evangelisch-lutherischer Theologe. Er war im livländischen Tartu (deutsch Dorpat) dreimaliger Rektor der Academia Gustaviana.

## Leben
Salomon Matthiae wurde als Sohn des Pastors der Kirche St. Johannis von Lüneburg, Nicolaus Matthiae († 1632), und dessen Ehefrau Magdalena Gesner geboren. Er besuchte die Schule in Lüneburg. Ab etwa 1630 war er in Hamburg als Hauslehrer bei dem Kaufmann Heinrich Neuhausen (latinisiert: Neuhusius) beschäftigt. Ihm folgte er 1633 mit dessen Familie ins estnische Tallinn.
Nach einem Studienjahr an der Academia Gustaviana im livländischen Dorpat legte Salomon 1635 sein Magisterexamen an der Universität Greifswald ab.
Matthiae wirkte ab Dezember 1636 als Professor für Hebräisch, Chaldäisch, Syrisch, Arabisch und Griechisch sowie von 1642 bis 1650 für Theologie an der 1632 gegründeten Academia Gustaviana, der heutigen Universität Tartu. Ab 1638 war er außerdem Pastor an der Tartuer Johanneskirche. Daneben trat er als Gelegenheitsdichter in Erscheinung.
Matthiae bekleidete in den Jahren 1638, 1644/45 und 1649/50 das Amt des Rektors der Universität. Er heiratete im Juni 1637 Elsabe Niehus.
1650 verließ Matthiae Tartu. Er wurde Pastor (primarius) der deutschsprachigen lutherischen Kirchengemeinde der Johanniskirche in Narva. Vor dem schwedisch-russischen Krieg flüchtete er 1656 nach Deutschland. Am Gymnasium in Stettin fand er eine Anstellung als Professor für Theologie und Hebräisch. 1660 wurde Matthiae nach Narva als Pastor zurückgerufen. Am 6. September 1664 wurde er in das Amt des Superintendenten von Ingermanland berufen.
Matthiae verstarb am 9. September 1665 in Narva. Einige Quellen nennen den 6. September als Todestag bzw. Stettin als Sterbeort.